# 長野市立後町小学校
長野市立後町小学校（ながのしりつごちょうしょうがっこう）は、長野県長野市西後町にあった公立小学校。長野市の中心市街地に位置していた。児童数減少により統廃合の対象となり、2013年3月に閉校となった。旧校地は長野市から長野県に譲渡され、長野県短期大学を4年制大学に移行させる形で2018年4月に開学した長野県立大学の「後町キャンパス」および長野市中央公民館分室「後町ホール」となっている。

## 教育目標
- 考え合い、ねばり強く工夫する子ども（希望の木）
- 礼儀正しく、思いやりのある子ども（思いやりの木）
- 体を鍛え、すすんで仕事に打ち込むこども（心に汗をかく木）

## 沿革
- 1873年（明治6年）8月 - 長野県教員講習所付属として初めて小学校が設立される。
- 1875年（明治8年）6月 - 町立長野学校となる。
- 1876年（明治9年）7月 - 長野（城山）・朝陽（後町）・正誠（西長野）の3校に分かれる。
- 1882年（明治15年）10月 - 町立長野高等小学校および町立長野尋常小学校となる
- 1886年（明治19年）4月 - 再び合併して、上水内郡第一番学区長野学校となる。
- 1896年（明治29年）4月 - 日本で初めての特殊学級である晩塾生学級が創立される。
- 1897年（明治30年）3月 - 長野市立尋常小学校および長野市立高等小学校となる。
- 1904年（明治37年）3月 - 後町東尋常高等小学校、後町西尋常高等小学校など5校に分かれる。 本県の特別学級令により子守教育は当校に属し、普通学級の一部として存置される
- 1911年（明治44年）3月 - 後町尋常高等小学校になる。
- 1919年（大正8年）4月 - 校地内に長野市立長野実科高等女学校（現在の長野市立高等学校）が開校。
- 1920年（大正9年）3月 - 長野尋常高等小学校となる。
- 1926年（大正15年）3月 - 後町尋常高等小学校と改称される。
- 1941年（昭和16年）4月 - 長野市後町国民学校となる。
- 1947年（昭和22年）4月 - 後町中学校として開校する。
- 1950年（昭和25年）4月 - 長野市立後町小学校として開校する。
- 1953年（昭和28年）9月 - 鉄筋3階建校舎が完成し、新校舎に移転する。
- 1955年（昭和30年）11月 - 学校創立80周年を迎え、校歌が制定される。
- 1958年（昭和33年）7月 - プールが完成する。
- 1963年（昭和38年）3月 - 「ふきのとう」（PTA文集）創刊号が発刊される。
- 1969年（昭和44年）3月 - 「希望像」が建立される（製作者:小林章）。
- 1969年（昭和44年）4月 - 長野市理科センター併設される。
- 1970年（昭和45年）4月 - 長野市フィルムライブラリー併設される。

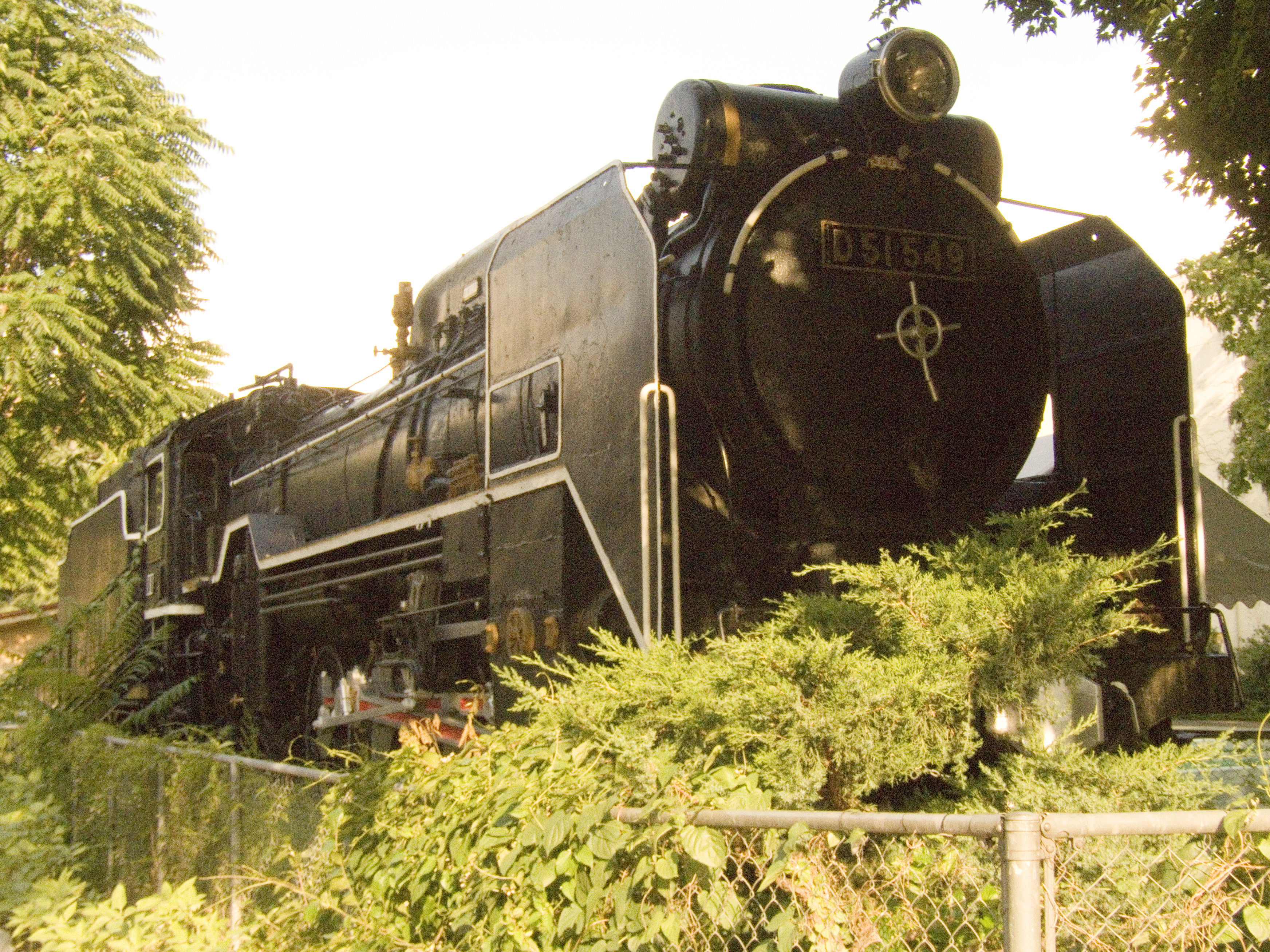
国鉄D51形蒸気機関車549号

- 1973年（昭和48年）12月 - 日本国有鉄道より長野市に理科教材として国鉄D51形蒸気機関車549号（旧国鉄長野工場にて製造）が寄贈され[1]、本校体育館南側へ設置される。
- 1975年（昭和50年）11月 - 開校100周年を祝いももとせの石設置される。
- 1995年（平成7年）9月 - 開校120周年で全校宿泊遠足を行う。
- 2005年（平成17年） - 通学区域特例校制度が始まる。後町・鍋屋田・山王の中心市街地3小学校について、希望すれば市内の全域から入学できるようになる。
- 2013年（平成25年）3月 - 廃校。在籍児童33名と極少数であったため、他の市立小学校との統合措置は取られず単独廃校となった。5年生以下の児童は各々近隣の市立小学校に転校となった。
- 2014年（平成26年) 12月 -　近隣住民が申し立てた「旧長野市立後町小学校樹木保存請求民事調停」（代表、マブソン青眼) の結果、校庭にあった樹木212本のうち、62本の保存が決定された。[2]。
- 2016年（平成28年） - 国鉄D51形蒸気機関車549号はそのまま県立大学キャンパスに設置することが決定。同7月、長野県立大学後町キャンパスの工事開始。D51を約30メートル南西に移動[3]。
- 2018年（平成30年）4月 - 長野県立大学が開学し、同大学後町キャンパスとなった。後町キャンパス象山寮開寮。長野市後町ホール利用開始[4]。

## 通学区域
以下の通り通学区域が定められているが、通学区域特例校であるため、希望すれば（受け入れ可能人数の範囲内で）市内の全域から入学することができた。
- 大字長野
  - 西町
  - 栄町
  - 立町
  - 若松町
  - 旭町
  - 長門町
  - 東後町
- 大字鶴賀
  - 問御所町
- 大字南長野
  - 諏訪町
  - 西後町
  - 県町
  - 妻科の一部
  - 南県町の一部
  - 新田町
- 大字平柴の一部

## 跡地

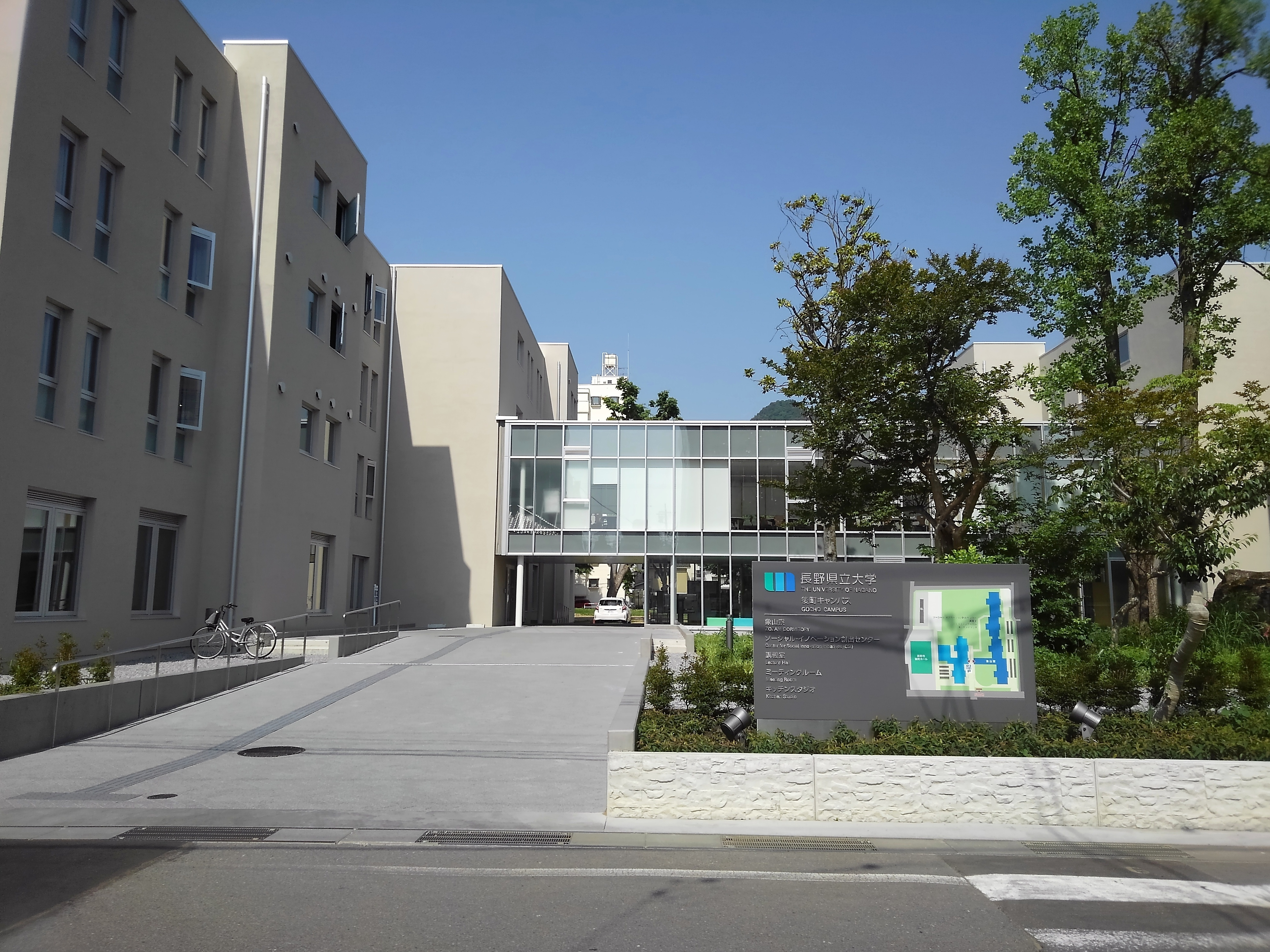
後町キャンパス

### 長野県立大学後町キャンパス
2013年11月22日、長野県短期大学の4年制大学移行について検討する「県立4年制大学設立準備委員会」の施設整備専門部会は、長野市の提案を受け、後町小学校跡地を長野県立大学の「後町キャンパス」として学生寮と地域貢献型の大学施設・ホールなどの敷地に充てる案を部会の意見として示した。部会委員からは整備にあたって樹木など跡地に残された環境や後町小学校の歴史の保存と継承への考慮を求める意見も出された
。長野県短期大学の4年制大学移行については様々な意見が出され計画が遅延していたが、2018年4月の県立大学移行が決まり、2016年から本校跡地においても施設整備工事が行われた。2018年4月、長野県立大学が開学し、後町キャンパスとなった。同大学は1年次全寮制となっており、「後町キャンパス象山寮」などの施設が置かれている。

### 後町ホール

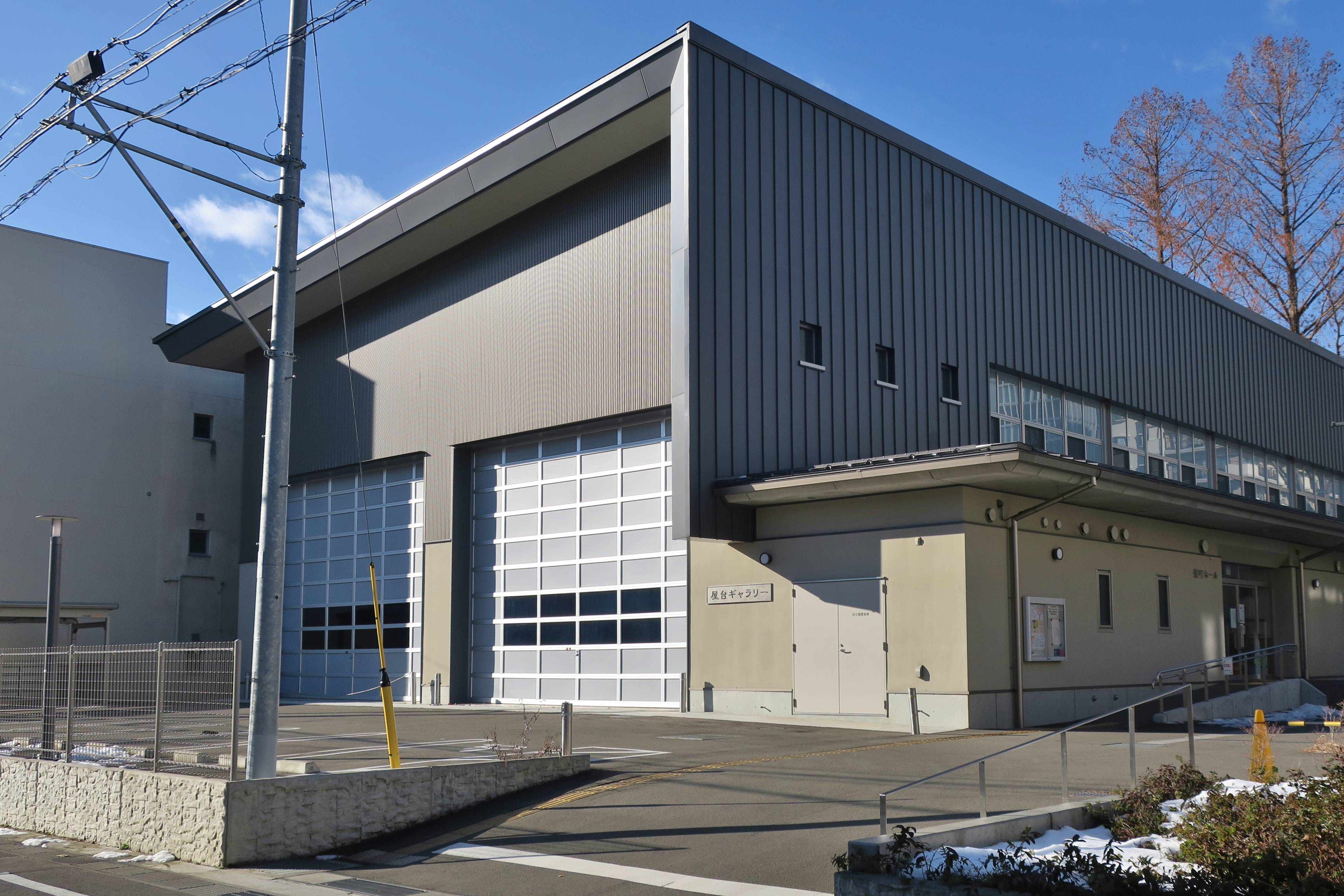
後町ホール

旧後町小学校体育館は本来の学校体育施設としての利用だけに留まらず、選挙時の投票所あるいは災害時の避難所等、幅広く地域に開放されてきた。こうした経緯から、キャンパス整備に伴う体育館施設の整備は地元の要望するところであったが、県は体育館施設を必須ではないとして見送り、コスト削減を図った。このため、長野市が主体となって「後町ホール」の整備を行い、中部公民館分室という位置づけのもと、2018年4月から利用を開始した。
建物は鉄骨構造の地上1階建てで、建築面積851.21平方メートル、延床面積は745.55平方メートルと、旧体育館（1,356平方メートル）の約半分の規模となっている。バレーボールコート1面分（約400平方メートル）のアリーナのほか、更衣室、防災備蓄品や地域行事用品の倉庫等を備える。駐車場は7台分を確保した。総事業費は3億4,910円。施設は年末年始を除く通年、朝8時30分から夜9時30分まで利用可能である。
なお、同ホールの騒音問題（バスケットボールのドリブル音など）で、近隣住民と長野市との間に行政裁判が行われ、２０２０年６月の判決で南側と西側のすべての扉・窓を閉めることになった。そのため、感染対策・換気対策上の、使用の問題がマスコミ（中日新聞、信濃毎日新聞）に指摘されている。

## 著名な出身者
- 内田仁菜 - ホリプロ所属のモデル
- 綿内克幸 - ミュージシャン